# Achille (Oklahoma)
Achille è una città della Contea di Bryan, in Oklahoma, con una popolazione di 398 abitanti.

## Storia
Nel XIX secolo, il villaggio faceva parte della Chickasaw Nation, nel Territorio indiano. Durante la guerra civile americana, alcuni esuli Cherokee si stabilirono nella zona: secondo lo storico George H. Shirk, il nome Achille deriva da una parola in lingua cherokee, atsila, che significa fuoco.